# Oliva oliva
Oliva oliva là một loài ốc biển, là động vật thân mềm chân bụng sống ở biển thuộc họ Olividae, họ ốc gạo hoa.
Đây là loài điển hình của chi.

## Hình ảnh

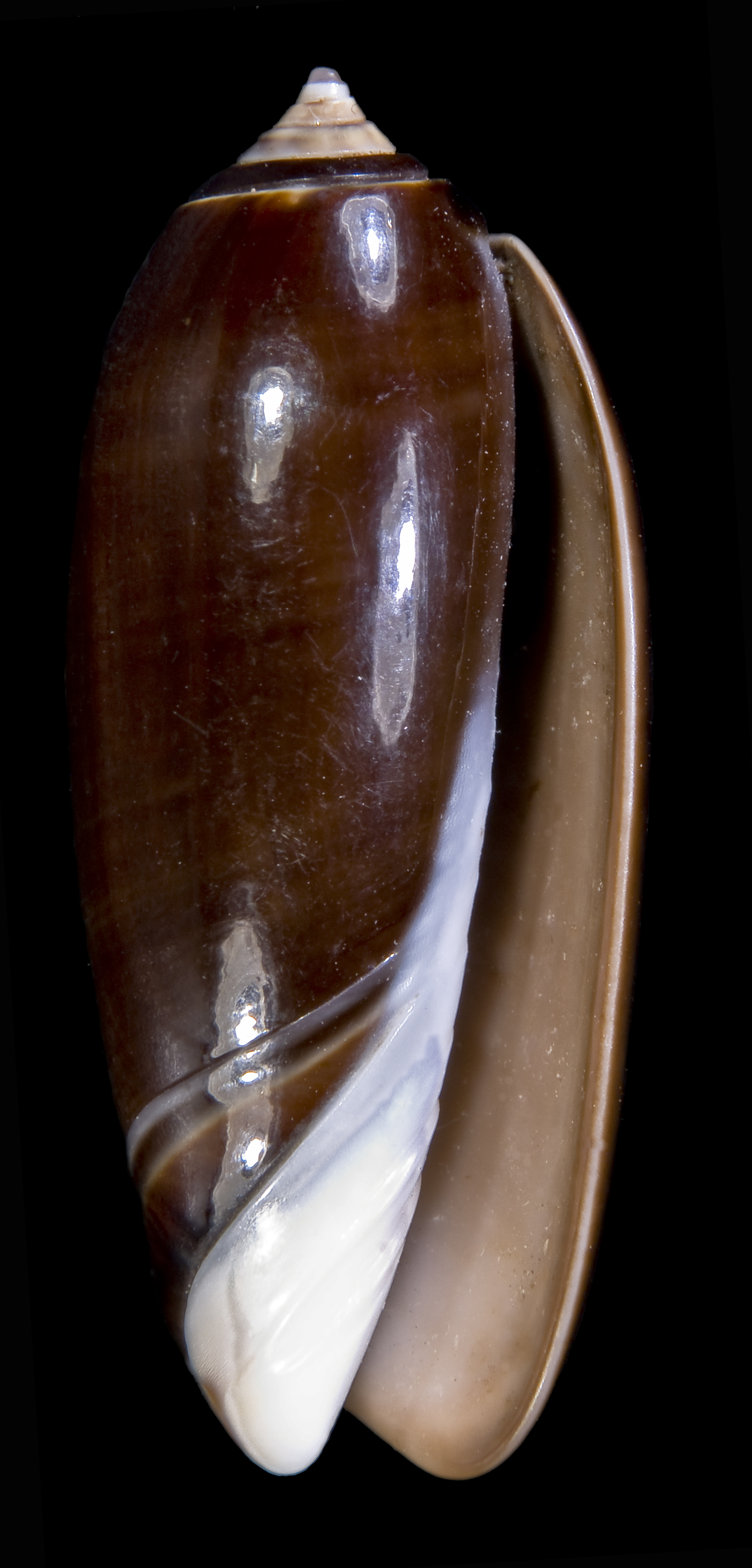
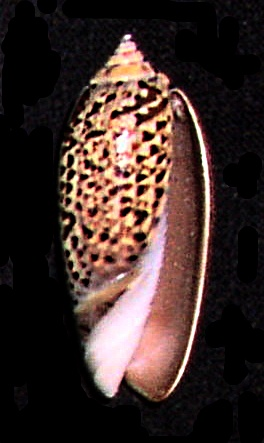
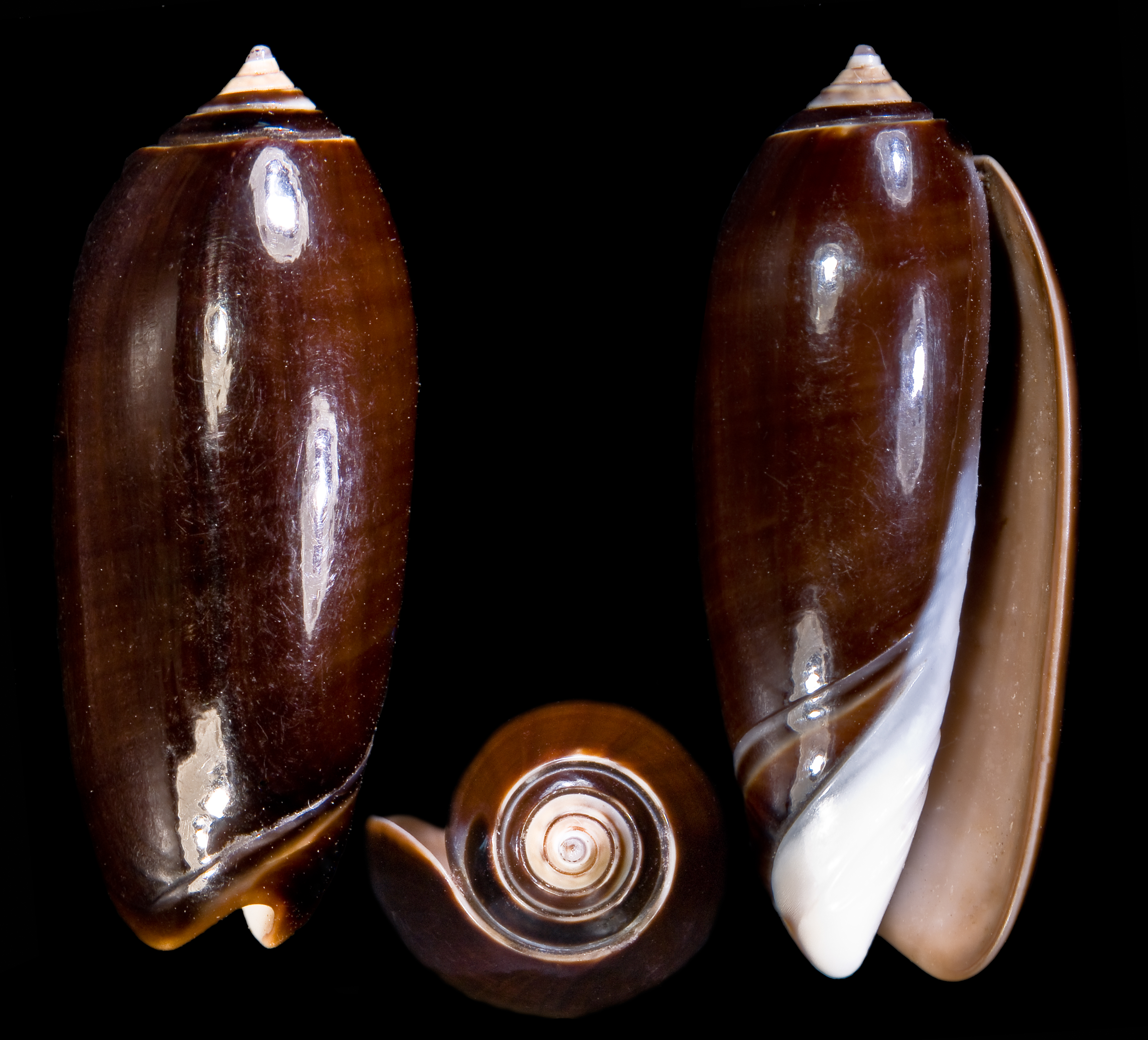
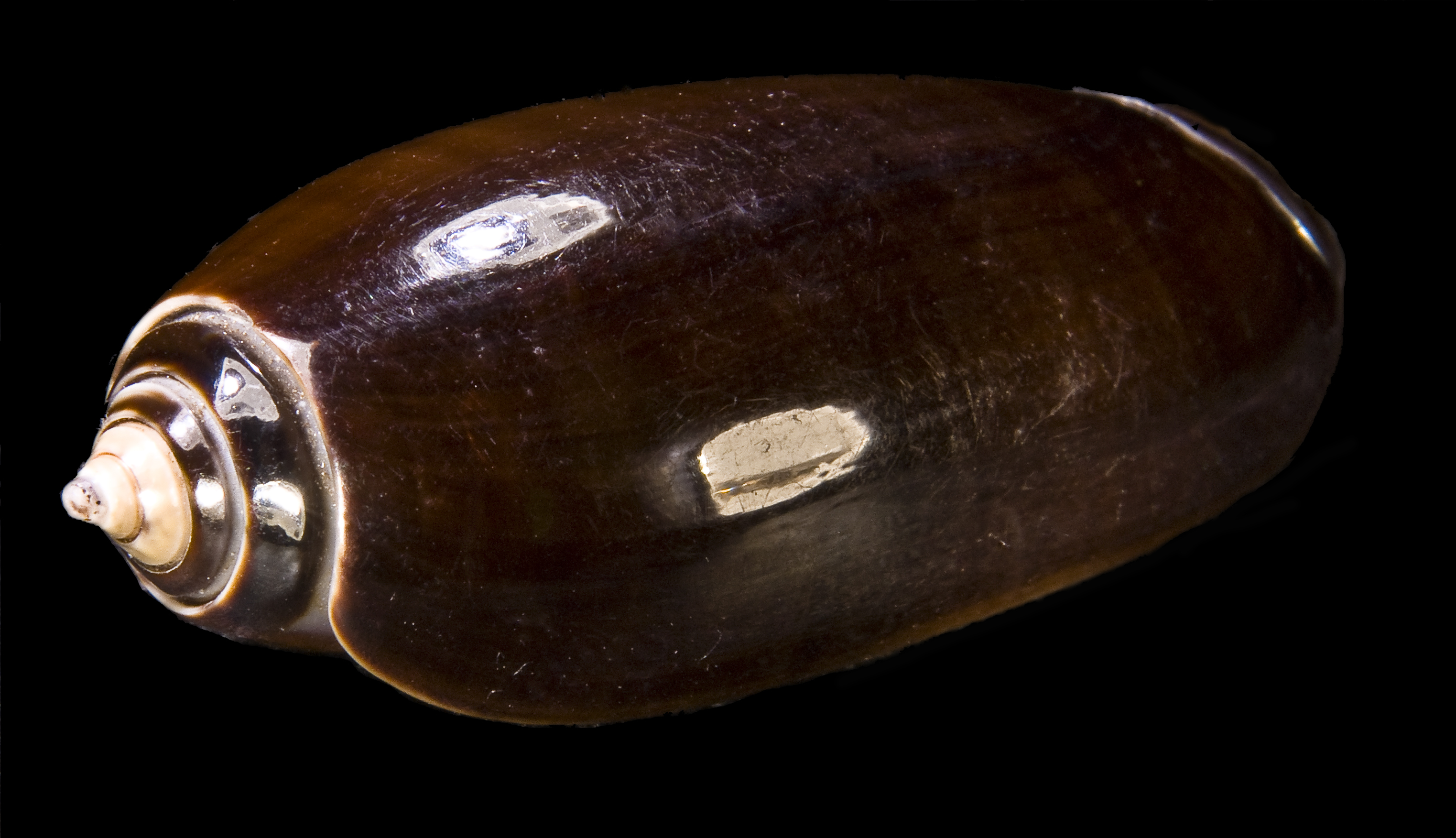